# Andromma anochetorum
Espèce
Andromma anochetorum est une espèce d'araignées aranéomorphes de la famille des Liocranidae.

## Distribution
Cette espèce est endémique du Gabon. Elle se rencontre vers la lagune Fernan Vaz.

## Description
Le mâle holotype mesure 3,7 mm.
Le mâle décrit par Bosselaers et Jocqué en 2022 mesure 3,20 mm.
Cette araignée est myrmécophile. Elle se rencontre dans des fourmilières d'Anochetus sp..

## Systématique et taxinomie
Cette espèce a été décrite par Simon en 1910.

## Publication originale
- Simon, 1910 : Arachnides recueillis par L. Fea sur la côte occidentale d'Afrique. 2e partie. Annali del Museo Civico di Storia Naturale di Genova, vol. 44, p. 335-449 (texte intégral).